# Crkva Roždestva Presvete Bogorodice u Drežnici
Crkva Roždestva Presvete Bogorodice je pravoslavna crkva u Drežnici kod Ogulina. U sastavu je Gornjokarlovačke eparhije Srpske pravoslavne crkve.

## Povijest
Srbi su se naselili u Drežnicu u 17. stoljeću. Po doseljenju podigli su drvene crkve u centru Drežnice, u Krakaru i Nikolićima. Godine 1842. godine završena je i posvećena pravoslavna crkva Roždestva Presvete Bogorodice u centru Drežnice, koja je bila devastirana u Drugom svjetskom ratu. Partizani su zvonik minirali i srušili početkom 1942. godine uz negodovanje seoskih žena, a ostali dio crkve je spaljen 1944. godine. Nakon rata ostale su samo ruševine. Lokalnog pravoslavnog svećenika Đorđa Žutića ubila je UDBA 24. ožujka 1946. godine.
Zbog nepovoljne političke klime, konkretna inicijativa za obnovu crkve započela je tek 1988. godine. Početni radovi započeli su sljedeće godine i trajali do 1991. Ponovno su se nastavili 1993. dolaskom Miloša Orelja za paroha. Od tada crkva se postepeno gradi do danas i još nije posve dovršena. Zvonik s novim zvonima dovršen je 2001., a kupola i svodovi završeni 2010. godine.